# 唐法德里克镇
唐法德里克镇（西班牙語：Puebla de Don Fadrique）是西班牙安达卢西亚自治区格拉纳达省的一个市镇。总面积523平方公里，2001年普查人口總數為2549人，人口密度為每平方公里5人。